# (100825) 1998 FW145
(100825) 1998 FW145 es un asteroide perteneciente al cinturón de asteroides, región del sistema solar que se encuentra entre las órbitas de Marte y Júpiter, descubierto el 24 de marzo de 1998 por el equipo del Lincoln Near-Earth Asteroid Research desde el Laboratorio Lincoln, Socorro, Nuevo México, Estados Unidos.

## Designación y nombre
Designado provisionalmente como 1998 FW145. 

## Características orbitales
1998 FW145 está situado a una distancia media del Sol de 2,315 ua, pudiendo alejarse hasta 2,787 ua y acercarse hasta 1,842 ua. Su excentricidad es 0,203 y la inclinación orbital 5,351 grados. Emplea 1286,62 días en completar una órbita alrededor del Sol.

## Características físicas
La magnitud absoluta de 1998 FW145 es 16,2. 